# Hōjō Railway
La Hojo Railway Company (北条鉄道株式会社, Hōjō Dentetsu Kabushiki Gaisha) est une entreprise japonaise de troisième secteur effectuant du transport ferroviaire de passagers. Son siège social se trouve dans la ville de Kasai dans la préfecture de Hyōgo. Son directeur est également maire de la ville de Kasai, M. Nishimura Kazuhira,

## Histoire
La compagnie a été créée le 18 octobre 1984. Elle commence l'exploitation de la ligne Hōjō le 1er avril 1985 à la suite de son transfert de la Japanese National Railways.
Le 16 octobre 2010, pour la première fois dans le pays, un autorail à motorisation diesel emportant des passagers utilise du biodiesel.

## Ligne
La compagnie exploite une ligne ferroviaire :
| Ligne      | Nom japonais | Terminus       | Longueur (km) | Gares |
| ---------- | ------------ | -------------- | ------------- | ----- |
| Ligne Hōjō | 北条線       | Ao - Hōjōmachi | 13,6          | 8     |

## Matériel roulant

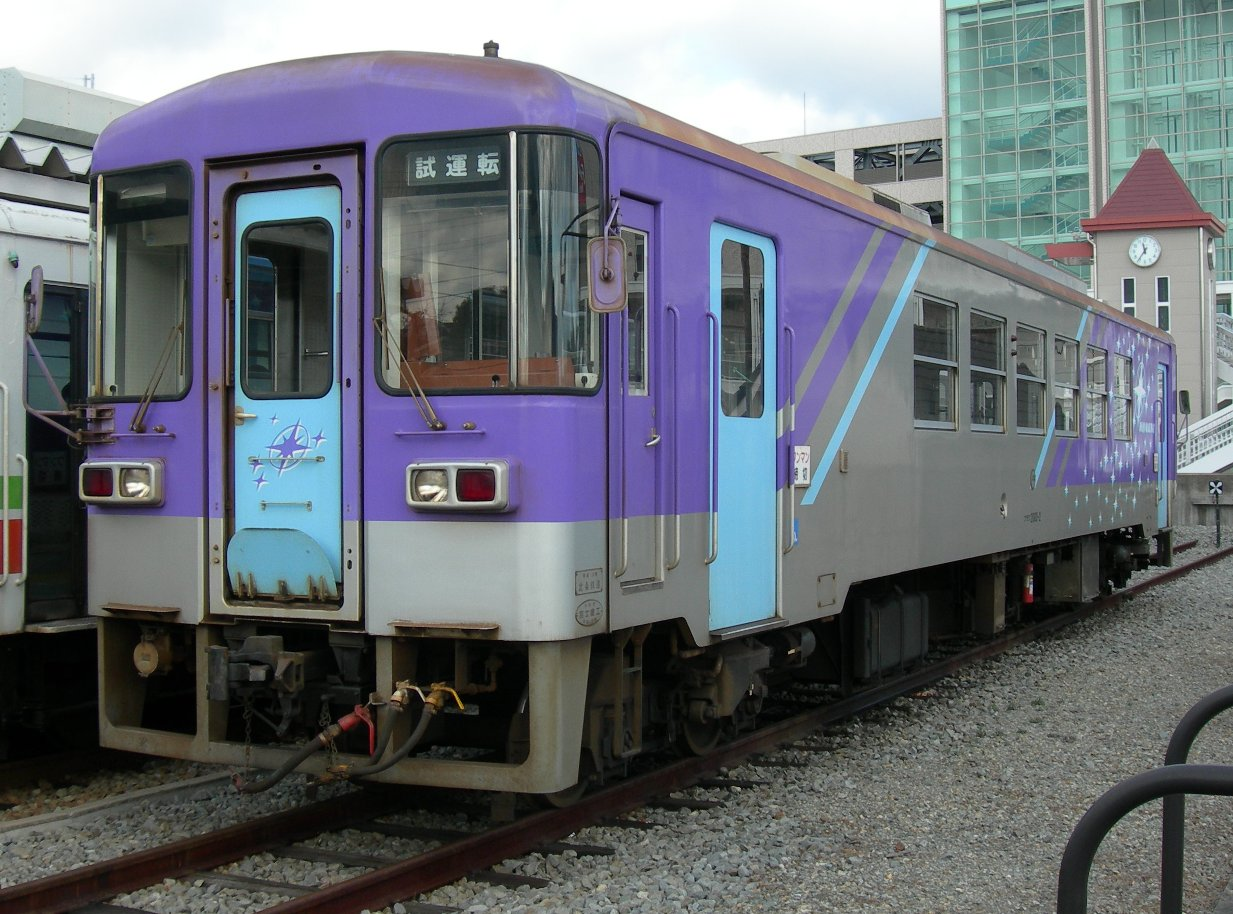
Autorail série Furawa 2000.

La compagnie exploite des autorails de la série Furawa 2000.